# Битва за Атту
Битва за Атту или Операция «Песчаный краб» (англ. Sandcrab) — операция войск США по освобождению острова Атту от японских войск в ходе Тихоокеанской кампании во время Второй мировой войны. Проходила с 11 по 30 мая 1943 года.

## Подготовка операции
Чтобы достичь успеха в этом районе боевых действий, американцам было необходимо уничтожить два японских форпоста, расположенных на островах Кыска и Атту с 1942 года. База на Кыске, располагая аэродромом и мощным гарнизоном, была более важна в стратегическом отношении, и первоначально американцы планировали нанести удар именно по ней. Однако, запланировав к высадке усиленную пехотную дивизию (порядка 25000 человек), американское командование столкнулось с трудностями в изыскании необходимого количества кораблей для перевозки и снабжения войск. Тогда адмирал Кинкейд решил перенести острие удара на остров Атту как на более лёгкую цель. Кроме того, он отметил, что заполучив базу в этом районе, американскому флоту будет проще контролировать местные коммуникации и отрезать Кыску от снабжения.
Соединение кораблей, задействованных в этой операции, состояло из линкоров «Невада», «Пенсильвания» и «Айдахо», эскортного авианосца «Нассау», большого количества крейсеров и эсминцев, а также двух подводных лодок — «Нарвал» и «Наутилус». В качестве наземных сил была задействована 7-я пехотная дивизия под командованием генерала А. Брауна.

## Ход операции

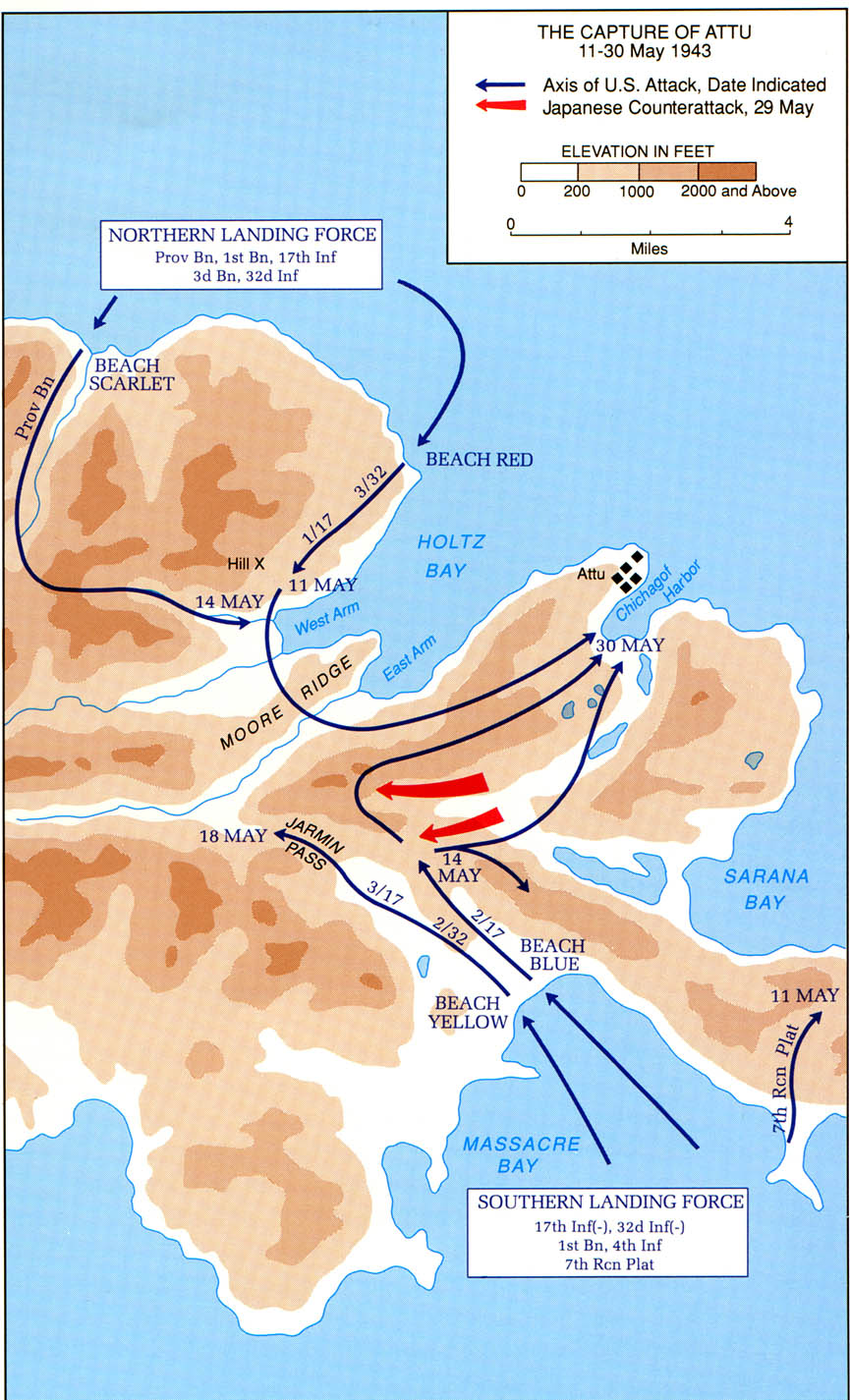
Карта боевых действий

11 мая разведывательная группа высадилась с подводных лодок в девяти милях к северо-западу от основного расположения японских сил и, не встретив сопротивления, стала продвигаться вглубь острова. Основные же силы произвели высадку на юго-востоке острова. К вечеру 11 мая количество американских войск на острове достигло 3500 человек. При поддержке с моря и с воздуха они принялись продвигаться по направлению к основной базе японских войск на северо-востоке острова.
Впрочем, американские войска столкнулись с немалыми трудностями на своём пути. Сильно пересечённая местность затрудняла продвижение, а крайне холодная и ненастная погода оказалась тяжёлым испытанием для войск, только что прибывших из Калифорнии, а также затрудняла поддержку с воздуха. Кроме того, оказалось, что данные разведки неточны и японских войск на острове значительно больше, чем ожидалось.
Японский гарнизон отчаянно сопротивлялся и американцы были вынуждены присылать подкрепления для своей группировки на острове. В течение трёх недель сражения на остров было доставлено порядка 12000 человек.
Наконец, к исходу мая американцы, реализовав своё численное превосходство, практически очистили остров от японских сил, а их остатки прижали к береговой линии. 29 мая командующий японским гарнизоном полковник Ясуо Ямасаки повёл оставшихся в живых (около 1000 человек) в последнюю отчаянную контратаку. Они сумели прорваться сквозь линию обороны американцев и вступить в рукопашную схватку, однако вскоре были все перебиты. Таким образом, к 30 мая остров вновь оказался в руках американцев.

## Результаты
Американцы потеряли 549 человек убитыми и 1148 ранеными, кроме того, порядка 2100 человек составили небоевые потери, в основном от траншейной стопы или переохлаждения и обморожений из-за неподходящего к климату обмундирования. Что касается японцев, американцы доложили о 2351 найденном убитом и ещё несколько сотен были похоронены самими японцами в ходе сражения. Число оставшихся в живых японцев составило всего 28 человек.